# Secuestro de los uruguayos
«Secuestro de los uruguayos» es el nombre con el que es conocido el caso en que, en el marco de la Operación Cóndor, se propició la actuación clandestina del aparato represivo uruguayo en Brasil en 1978 que, a su vez, resultó en un revés para las fuerzas de seguridad de ambos gobiernos militares.

## Operativo
Un comando del ejército uruguayo, con la connivencia del régimen militar brasileño, salió de Montevideo, cruzó la frontera clandestinamente en noviembre de 1978 y desembarcó en Porto Alegre, la capital del estado brasileño de Rio Grande do Sul, donde secuestró a un matrimonio de militantes de la oposición uruguaya: Universindo Rodríguez Díaz y Lilián Celiberti, junto con sus dos hijos, Camilo y Francesca (de 8 y 3 años).

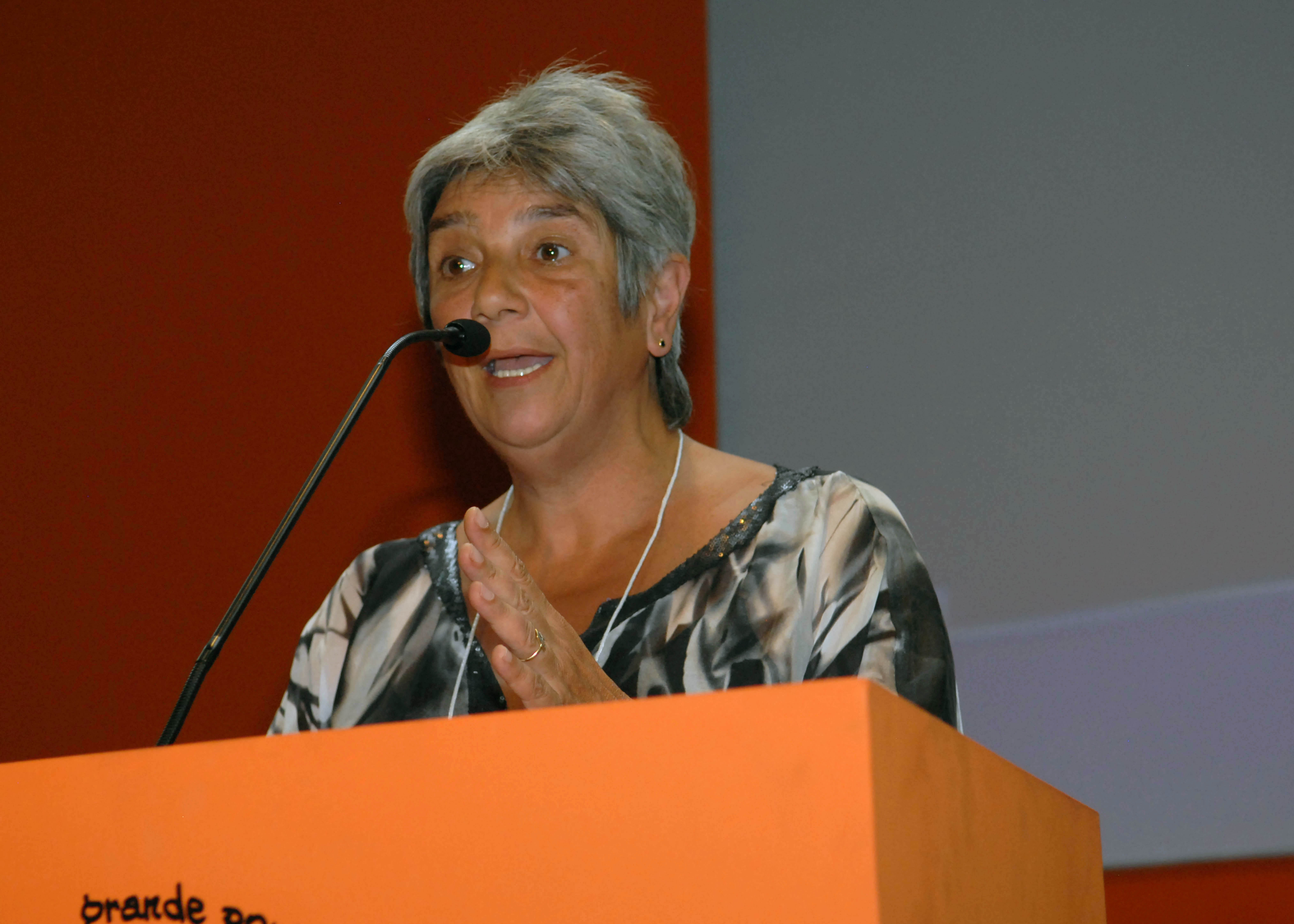
Lilián Celiberti en el Foro Social Mundial, Porto Alegre, 2010.

La operación ilegal fracasó cuando dos periodistas brasileños --el reportero Luiz Cláudio Cunha y el fotógrafo João Baptista Scalco, de la sucursal de la revista Veja en Porto Alegre-- alertados por una llamada telefónica anónima, fueron al departamento donde vivía el matrimonio, en el barrio del Menino Deus de la capital gaúcha. Allí, confundidos con compañeros de los uruguayos, los periodistas fueron recibidos por hombres armados que mantenían retenida a Lilián. Universindo y sus hijos ya habían sido llevados a Uruguay clandestinamente. La inesperada llegada de los periodistas rompió el sigilo de la operación, que rápidamente fue desmontada para llevar también a Lilián a Montevideo.
El fracaso de la operación evitó que los secuestrados fuesen asesinados. La denuncia del secuestro llegó a los titulares de la prensa brasileña y constituyó un escándalo internacional que violentó los regímenes militares de Brasil y de Uruguay.

## Juicios
Días después, los hijos del matrimonio fueron entregados a los abuelos maternos. Lilián y Universindo, presos y torturados en Brasil y Uruguay, estuvieron cinco años en las prisiones militares de Uruguay. Con la democratización uruguaya en 1984, el matrimonio fue liberado y confirmó los detalles del secuestro.
En 1991, por iniciativa del gobernador Pedro Simon, el Estado de Río Grande del Sur reconoció el secuestro e indemnizó a los uruguayos, gesto que el régimen democrático de Montevideo repitió al año siguiente con el gobierno del presidente Luis Alberto Lacalle.
En 1980, la justicia brasileña condenó a dos policías --los inspectores Orandir Portassi Lucas (conocido como "Didi Pedalada", exjugador de fútbol del Internacional y del Atlético Paranaense) y João Augusto da Rosa del DOPS (Departamento de Orden Político y Social) gáucho, brazo estatal de la represión política-- por ser los hombres armados que recibieron a los periodistas en el apartamento de la calle Botafogo. Ambos, fueron identificados por los periodistas y por el matrimonio uruguayo como participantes en el secuestro, confirmándose la participación brasileña en la Operación Cóndor de los uruguayos en suelo gáucho.
El delegado Pedro Seelig, jefe del DOPS (Departamento de Ordem Política e Social) división de represión del gobierno militar brasilero, fue identificado por el matrimonio uruguayo como responsable de la operación en Porto Alegre. Seelig fue denunciado a la justicia brasileña pero, como Lílian y Universindo estaban prisioneros en Uruguay sin permiso para exponer, fue absuelto por falta de pruebas. Tampoco fueron condenados los cuatro oficiales de la secreta Compañía de Contrainformaciones del Ejército Uruguayo --dos mayores y dos capitanes—que participaron en el secuestro con la autorización de las autoridades brasileñas. Uno de ellos, el capitán Glauco Yanonne, torturó personalmente a Universindo en la sede del DOPS, en Portoalegre. A pesar de ser reconocidos por el matrimonio, ningún militar uruguayo fue procesado por la justicia en Montevideo debido a la Ley de Impunidad que garantizó amnistía a los participantes en la represión.

## Consecuencias
El trabajo de investigación de la revista Veja y de los reporteros Cunha y Scalco fue galardonado, en 1979, con el Premio Esso, el premio más importante de la prensa brasileña. El autor de la llamada telefónica anónima, Hugo Cores, un ex-preso político uruguayo que vivía clandestinamente en Sao Paulo en la época del secuestro, dijo a la prensa brasileña en 1993 : "Todos los uruguayos secuestrados en el exterior, en torno a 180, están desaparecidos hasta hoy. Los únicos que sobrevivieron son Lílian, los niños y Universindo".
El secuestro de los uruguayos en Porto Alegre fue el único fracaso de repercusión internacional de la Operación Cóndor, de entre cientos de acciones clandestinas de las fuerzas de represión de las dictaduras del Cono Sur de América Latina, responsables de miles de muertos y desaparecidos en el periodo 1975-1985.
Un estudio sobre la represión política en la región hecho por el periodista brasileño Nilson Mariano, hace una estimación sobre el número de muertos y desaparecidos en aquella década: 297 en Uruguay, 366 en Brasil, 2.000 en Paraguay, 3.196 en Chile y 30.000 en Argentina. Los números de los "Archivos del Terror" --un conjunto de 60.000 documentos que pesan cuatro toneladas y tienen 593.000 páginas microfilmadas-- descubiertos por el expreso político paraguayo Martín Almada en la ciudad de Lambaré, en Paraguay, en 1992, son aún más expresivos: en total, el saldo de la Operación Cóndor en el Cono Sur llegaría a 50.000 muertos, 30.000 desaparecidos y 400.000 presos